# Som om ... tiden stått still
Som om ... tiden stått still är en svensk kortfilm från 1997 i regi av Bengt Steiner.
Filmen skildrar två äldre män och deras minnen och i filmen används specialskriven operamusik och libretto. Filmen producerades av Steiner och fotades av Stefan Kullänger och Gunnar Källström efter ett manus av Steiner. Den klipptes av Jonathan Mair och premiärvisades den 1 februari 1997 på Göteborgs filmfestival. Den nominerades till en Guldbagge 1998 i kategorin Bästa kortfilm.